# 伯恩利
伯恩利（英語：Burnley）是伯恩利自治区里面的一个镇，位于英国兰开夏郡，在考尔德河和伯恩河的交汇处，居民大约有73500人。
它从中世纪早期的一个小市场，经过工业革命的发展，变成世界最大的棉纺织物制造者。 今天的伯恩利已经失去了很多产业，由于地缘因素，作为M65走廊，距离曼彻斯特仅仅40分钟车程（公车一小时左右）， 所以渐渐成为曼彻斯特市和利兹市之間的居住型小镇。 公共部门是这个镇的最大雇佣者。
镇上的未来派公交车站，是由SBS建筑公司设计的，赢得了2003年英国公车设施大奖。

## 友好城市
- 法國 塞纳河畔维特里